# Brevet til Hebræerne
Hebræerbrevet er et kanonisk brev i Det Nye Testamente (NT).

## Indhold
Brevets formål er at forklare Jesu døds betydning ved hjælp af Det Gamle Testamentes (GT) offerritualer. Jesu død på korset fortolkes i lyset af den store forsoningsdag i 3 Mos 16. Jesus er den højeste ypperstepræst som frembærer det fuldkomne offer, nemlig sig selv. Det offer udslettede synden og skænker synderne frelse. Det er karakteristisk, at brevet væver kristologisk forkyndelse sammen med formaning. Brevet er skrevet i et formfuldendt græsk - måske det mest avancerede græsk i NT. Brevet tolker konsekvent Det Gamle Testamente som profetier om Kristus og udlægger skriftsteder, som tidligere var læst i deres normale kontekst, som kristologi.
Forkyndelsesdelen bygger på en komparativ analyse af den gamle pagts formidlere: ypperstepræster, profeter og israelitiske konger, og den nye pagts formidler: Jesus Kristus. Den forkyndende del kan opdeles i afsnittene 1,1–14; 2,5–18; 5,1–14; 6,13–9,28; 13,18–25, og den formanende del kan inddeles i afsnittende 2,1–4; 3,1–4,16; 6,1–12; 10,1–13,17. Brevet trækker lange tråde fra Det Gamle Testamente og beskriver ændringerne i forhold til den nye pagt.
Især fremhæves den nye pagts ophøjethed over den gamle, idet Kristus en gang for alle med sit eget blod har sørget for evig forløsning, mens den stadige gentagelse af de jødiske ofringer beviser, hvor ufuldkomne de er. 

## Forfatter
Hebræerbrevet er det eneste brev i Det Nye Testamente, der ikke angiver, hvem forfatteren er. På grund af indholdet må det formodes, at læserne har været yderst velbevandret i de jødiske skrifter. Sprogbrug og indhold forudsætter et indgående kendskab til Det Gamle Testamente. Det formodes, at forfatteren stod Paulus nær. Forskellige teorier om forfatteren har været fremsat gennem tiden:
- Med påvirkning fra Østkirken slog den opfattelse tidligt igennem, at Paulus var forfatter af Hebræerbrevet. Der er dog mange argumenter imod dette. Paulus er meget omhyggelig i alle sine breve med at skrive, hvem afsenderen er, og en sådan hilsen står ikke i Hebræerbrevet. Desuden er Paulus' breve for det meste opbygget med en belærende del, fulgt af en formanende eller opbyggelig del. Men i Hebræerbrevet er de flettet ind i hinanden. Stil og indhold taler også mod at Paulus skulle være forfatteren. Forfatteren forklarer også, at han har fået budskabet fra andre og ikke direkte fra Jesus (Hebr 2,3), mens Paulus i Galaterbrevet gør det meget tydeligt, at han ikke har budskabet fra andre, men har det fra Jesus selv.

- Paulus' medarbejder Barnabas er også foreslået som forfatter. Han var levit (ApG 4,36) og dermed af præstelig slægt og med kendskab til Skrifterne. Han havde desuden formaningens nådegave. Det taler for Barnabas som forfatter.

- Luther foreslog Paulus' anden medarbejder Apollos, [4] der var jøde fra Alexandria. Den græske oversættelse af Det Gamle Testamente, Septuaginta (LXX), er forfattet i Alexandria, og er den oversættelse Det Gamle Testamente bliver citeret fra i Hebræerbrevet.

- Desuden er foreslået: Lukas, Silas, Akvila og Priskilla.

Det bedste svar på, hvem der har skrevet Hebræerbrevet, er nok Origenes' (død 254) svar:
"Hvem der har skrevet Hebræerbrevet, – det ved kun Gud alene!" 
Omkring år 200 var der stor tvivl om Hebræerbrevets ægthed, og det blev kun anerkendt i den Østkirken, ikke i de vestlige latinske kirker. Omvendt var Johannes’ åbenbaring anerkendt i Vestkirken, men ikke i Østkirken. Hieronymus medvirkede som formidler mellem øst og vest til, at begge skrifter vandt anerkendelse i både den østlige og den vestlige kirke.  Erasmus af Rotterdam åbnede for nyere tids bibelkritik ved at frakende Paulus Hebræerbrevet. 

## Modtagere
Modtagerne af skriftet kan have været hedningekristne, fordi det er skrevet på græsk; citater er fra Septuaginta, og nogle af de udtryk, der bruges, er umiddelbart rettet til hedninger (Hebr 6,1; 9,14; 13,23f). Eller de kan være skrevet til jødekristne, fordi der henvises til "fædrene" i kapitel 11. Forudsætningen for at forstå brevet er et indgående kendskab til Det Gamle Testamente, som hedninger normalt ikke havde. Fra det 1. århundrede havde brevet betegnelsen Til hebræerne. Desuden tyder blandt andre Hebr. 13,10-13 på et jødisk miljø.
Lokaliseringen af modtagerne er følgende også vanskelig at placere. Nogle foreslår jødekristne i Palæstina, formentligt i Jerusalem, Alexandria, Antiokia, Cypern, Efesos eller Rom.

## Datering
Hebræerbrevet citeres i 1. Clemens brev fra 96 e.Kr., så det kan ikke være senere end det. Det er forfattet efter Jesu død (omkring år 33). Flere taler for, at brevet skulle være fra før templets ødelæggelse i år 70 e.Kr. Det er dog svært at konkludere, ud fra hvad der ikke står i brevet, og beskrivelserne af tempelhelligdommen kunne også henvise til tabernaklet i ørkenen.

## Årsag
Situationen hos hebræerne er den afgørende årsag til Hebræerbrevet. Modtagerne er kommet til tro i den første tid (Hebr 2,3) og har haft en god basis for deres oplæring (Hebr 6,1). De har også været villige til at lide for evangeliets skyld (Hebr 10,32-35) og må anses for en prøvet menighed eller gruppe. De er dog ved at miste deres frimodighed og udholdenhed (Hebr 10,35-36), og kræfterne er ved at slippe op (Hebr 12,12-13). Det nævnes også i en formaning, at der er fare for at falde fra troen, og der opfordres til at holde ud (Hebr 3,12-14).
Hensigten er at vække menigheden, så den ikke mister modet, men fortsætter kampen for evangeliet og kampen for at vinde evigt liv. Forfatteren ønsker at styrke den i troen på Jesus ved igen og igen at understrege, hvor stor han er i forhold til dem, de før har anset som vældige troskæmper. Brevet er også et vidnesbyrd om den nye pagts storhed og rigdom. Det gennemgående tema er, at den nye pagt er som skygge til virkelighed, og mindre til større og dårlig til bedre, sammenlignet med den gamle pagt.

## Eksterne Henvisninger
- Brevet til Hebræerne hos Det Danske Bibelselskab